# Primer ministro de Turquía
El primer ministro de la República de Turquía, fue un cargo gubernamental existente en el país. Era el jefe de Gobierno de Turquía, existió desde 1920 hasta el 2018.
Nota: los gobiernos turcos se han conformado frecuentemente por coaliciones y en tales casos el partido político del primer ministro es citado.

## Lista de primeros ministros de Turquía
| Primer ministro                             | Primer ministro | Primer ministro                        | Inicio                                                                                              | Fin | Partido                                | Elecciones           | Presidente (periodo)           | Presidente (periodo)                      |
| ------------------------------------------- | --------------- | -------------------------------------- | --------------------------------------------------------------------------------------------------- | --- | -------------------------------------- | -------------------- | ------------------------------ | ----------------------------------------- |
| Gobierno nacionalista de Ankara (1920-1923) |                 |                                        | | |                                        |                      |                                |                                           |
|                                             |                 | Mustafa Kemal Atatürk (1881-1938)      | 3 de mayo de 1920                                                                                   | 24 de enero de 1921                                                                                    | Partido Republicano del Pueblo         | -                    |                                | -                                         |
|                                             |                 | Fevzi Çakmak (1876-1950)               | 24 de enero de 192119 de mayo de 1924                                                               | 19 de mayo de 19219 de julio de 1922                                                                   | Partido Republicano del Pueblo         | -                    |                                | -                                         |
|                                             |                 | Rauf Orbay (1881-1964)                 | 9 de julio de 1922                                                                                  | 4 de agosto de 1923                                                                                    | Partido Republicano del Pueblo         | -                    |                                | -                                         |
|                                             |                 | Ali Fethi Okyar (1880-1943)            | 4 de agosto de 1923                                                                                 | 27 de octubre de 1923                                                                                  | Partido Republicano del Pueblo         | -                    |                                | Mustafa Kemal Atatürk (1923-1938)         |
| República de Turquía (1923-)                |                 |                                        | | |                                        |                      |                                | Mustafa Kemal Atatürk (1923-1938)         |
|                                             |                 | İsmet İnönü (1884-1973)                | 1 de noviembre de 19236 de marzo de 1924                                                            | 6 de marzo de 192421 de noviembre de 1924                                                              | Partido Republicano del Pueblo         | 1923-                |                                | Mustafa Kemal Atatürk (1923-1938)         |
|                                             |                 | Ali Fethi Okyar (1880-1943)            | 21 de noviembre de 1924                                                                             | 6 de marzo de 1925                                                                                     | Partido Republicano del Pueblo         | -                    |                                | Mustafa Kemal Atatürk (1923-1938)         |
|                                             |                 | İsmet İnönü (1884-1973)                | 6 de marzo de 19251 de noviembre de 192727 de septiembre de 19304 de mayo de 19311 de marzo de 1935 | 1 de noviembre de 192727 de septiembre de 19304 de mayo de 19311 de marzo de 193525 de octubre de 1937 | Partido Republicano del Pueblo         | -192719311935        |                                | Mustafa Kemal Atatürk (1923-1938)         |
|                                             |                 | Celal Bayar (1883-1986)                | 25 de octubre de 193711 de noviembre de 1938                                                        | 11 de noviembre de 193825 de enero de 1939                                                             | Partido Republicano del Pueblo         | -                    |                                | Mustafa Kemal Atatürk (1923-1938)         |
|                                             |                 | Celal Bayar (1883-1986)                | 25 de octubre de 193711 de noviembre de 1938                                                        | 11 de noviembre de 193825 de enero de 1939                                                             | Partido Republicano del Pueblo         | -                    | İsmet İnönü (1938-1950)        |                                           |
|                                             |                 | Refik Saydam (1881-1942)               | 25 de enero de 19393 de abril de 1939                                                               | 3 de abril de 19398 de julio de 1942†                                                                  | Partido Republicano del Pueblo         | -1939                |                                |                                           |
|                                             |                 | Ahmet Fikri Tüzer (1878-1942) interino | 8 de julio de 1942                                                                                  | 9 de julio de 1942                                                                                     | Partido Republicano del Pueblo         | -                    |                                |                                           |
|                                             |                 | Şükrü Saracoğlu (1878-1942)            | 9 de julio de 19429 de marzo de 1943                                                                | 9 de marzo de 19437 de agosto de 1946                                                                  | Partido Republicano del Pueblo         | -1943                |                                |                                           |
|                                             |                 | Recep Peker (1889-1950)                | 7 de agosto de 1946                                                                                 | 9 de septiembre de 1947                                                                                | Partido Republicano del Pueblo         | -1946                |                                |                                           |
|                                             |                 | Hasan Saka (1885-1960)                 | 10 de septiembre de 194710 de junio de 1948                                                         | 10 de junio de 194816 de enero de 1949                                                                 | Partido Republicano del Pueblo         | -                    |                                |                                           |
|                                             |                 | Şemsettin Günaltay (1883-1961)         | 16 de enero de 1949                                                                                 | 22 de mayo de 1950                                                                                     | Partido Republicano del Pueblo         | -                    |                                |                                           |
|                                             |                 | Adnan Menderes (1899-1961)             | 22 de mayo de 19509 de marzo de 195117 de mayo de 19549 de diciembre de 195525 de noviembre de 1957 | 9 de marzo de 195117 de mayo de 19549 de diciembre de 195525 de noviembre de 195727 de mayo de 1960    | Partido Demócrata                      | 1950-1954-1957       |                                | Celal Bayar (1950-1960)                   |
|                                             |                 | Cemal Gürsel (1899-1961)               | 28 de mayo de 19605 de enero de 1961                                                                | 5 de enero de 196127 de octubre de 1961                                                                | independiente / militar                | -                    |                                | Comité de Unidad Nacional (1960-1961)     |
|                                             |                 | Fahrettin Özdilek (1898-1989) interino | 31 de octubre de 1961                                                                               | 20 de noviembre de 1961                                                                                | independiente / militar                | -                    |                                | Cemal Gürsel (1961-1966)                  |
|                                             |                 | İsmet İnönü (1884-1973)                | 20 de noviembre de 196125 de junio de 196225 de diciembre de 1963                                   | 25 de junio de 196225 de diciembre de 196320 de febrero de 1965                                        | Partido Republicano del Pueblo         | 1961-                |                                | Cemal Gürsel (1961-1966)                  |
|                                             |                 | Suat Hayri Ürgüplü (1903-1981)         | 20 de febrero de 1965                                                                               | 27 de octubre de 1965                                                                                  | independiente                          | -                    |                                | Cemal Gürsel (1961-1966)                  |
|                                             |                 | Süleyman Demirel (1924-2015)           | 27 de octubre de 19653 de noviembre de 19696 de marzo de 1970                                       | 3 de noviembre de 19696 de marzo de 197026 de marzo de 1971                                            | Partido de la Justicia                 | 19651969-            |                                | Cemal Gürsel (1961-1966)                  |
|                                             |                 | Süleyman Demirel (1924-2015)           | 27 de octubre de 19653 de noviembre de 19696 de marzo de 1970                                       | 3 de noviembre de 19696 de marzo de 197026 de marzo de 1971                                            | Partido de la Justicia                 | 19651969-            | Cevdet Sunay (1966-1973)       |                                           |
|                                             |                 | Nihat Erim (1903-1981)                 | 26 de marzo de 197111 de diciembre de 1971                                                          | 11 de diciembre de 197117 de abril de 1972                                                             | independiente                          | -                    |                                |                                           |
|                                             |                 | Ferit Melen (1903-1981)                | 17 de abril de 1972                                                                                 | 15 de abril de 1973                                                                                    | Partido Republicano Confianza          | -                    |                                |                                           |
|                                             |                 | Naim Talu (1919-1998)                  | 15 de abril de 1973                                                                                 | 25 de enero de 1974                                                                                    | independiente                          | 1973                 |                                | Fahri Korutürk (1973-1980)                |
|                                             |                 | Bülent Ecevit (1925-2006)              | 25 de enero de 1974                                                                                 | 17 de noviembre de 1974                                                                                | Partido Republicano del Pueblo         | -                    |                                | Fahri Korutürk (1973-1980)                |
|                                             |                 | Sadi Irmak (1906-1990)                 | 17 de noviembre de 1974                                                                             | 31 de marzo de 1975                                                                                    | independiente                          | -                    |                                | Fahri Korutürk (1973-1980)                |
|                                             |                 | Süleyman Demirel (1924-2015)           | 31 de marzo de 1975                                                                                 | 21 de junio de 1977                                                                                    | Partido de la Justicia                 | -                    |                                | Fahri Korutürk (1973-1980)                |
|                                             |                 | Bülent Ecevit (1925-2006)              | 21 de junio de 1977                                                                                 | 21 de julio de 1977                                                                                    | Partido Republicano del Pueblo         | 1977                 |                                | Fahri Korutürk (1973-1980)                |
|                                             |                 | Süleyman Demirel (1924-2015)           | 21 de julio de 1977                                                                                 | 5 de enero de 1978                                                                                     | Partido de la Justicia                 | -                    |                                | Fahri Korutürk (1973-1980)                |
|                                             |                 | Bülent Ecevit (1925-2006)              | 5 de enero de 1978                                                                                  | 12 de noviembre de 1979                                                                                | Partido Republicano del Pueblo         | -                    |                                | Fahri Korutürk (1973-1980)                |
|                                             |                 | Süleyman Demirel (1924-2015)           | 12 de noviembre de 1979                                                                             | 12 de septiembre de 1980                                                                               | Partido de la Justicia                 | -                    |                                | Fahri Korutürk (1973-1980)                |
|                                             |                 | Süleyman Demirel (1924-2015)           | 12 de noviembre de 1979                                                                             | 12 de septiembre de 1980                                                                               | Partido de la Justicia                 | -                    | İhsan Sabri Çağlayangil (1980) |                                           |
|                                             |                 | Turhan Feyzioğlu (1922-1988) interino  | 12 de septiembre de 1980                                                                            | 12 de septiembre de 1980                                                                               | Partido Republicano Confianza          | -                    |                                |                                           |
|                                             |                 | Bülend Ulusu (1903-2015)               | 20 de septiembre de 1980                                                                            | 13 de diciembre de 1983                                                                                | independiente / militar                | -                    |                                | Consejo de Seguridad Nacional (1980-1982) |
|                                             |                 | Turgut Özal (1927-1993)                | 13 de diciembre de 198321 de diciembre de 1987                                                      | 21 de diciembre de 198731 de octubre de 1989                                                           | Partido de la Madre Patria             | 19831987             |                                | Kenan Evren (1982-1989)                   |
|                                             |                 | Ali Bozer (1925-2020) interino         | 31 de octubre de 1989                                                                               | 9 de noviembre de 1989                                                                                 | Partido de la Madre Patria             | -                    |                                | Kenan Evren (1982-1989)                   |
|                                             |                 | Yıldırım Akbulut (1935-2021)           | 9 de noviembre de 1989                                                                              | 23 de junio de 1991                                                                                    | Partido de la Madre Patria             | -                    |                                | Turgut Özal (1989-1993)                   |
|                                             |                 | Mesut Yılmaz (1947-2020)               | 23 de junio de 1991                                                                                 | 20 de noviembre de 1991                                                                                | Partido de la Madre Patria             | 1991                 |                                | Turgut Özal (1989-1993)                   |
|                                             |                 | Süleyman Demirel (1924-2015)           | 20 de noviembre de 1991                                                                             | 16 de mayo de 1993                                                                                     | Partido del Verdadero Camino           | -                    |                                | Turgut Özal (1989-1993)                   |
|                                             |                 | Süleyman Demirel (1924-2015)           | 20 de noviembre de 1991                                                                             | 16 de mayo de 1993                                                                                     | Partido del Verdadero Camino           | -                    | Hüsamettin Cindoruk (1993)     |                                           |
|                                             |                 | Erdal İnönü (1926-2007) interino       | 16 de mayo de 1993                                                                                  | 25 de junio de 1993                                                                                    | Partido Socialdemócrata Populista      | -                    |                                | Süleyman Demirel (1993-2000)              |
|                                             |                 | Tansu Çiller (1947-)                   | 25 de junio de 19935 de octubre de 199530 de octubre de 1995                                        | 5 de octubre de 199530 de octubre de 19956 de marzo de 1996                                            | Partido del Verdadero Camino           | -1995                |                                | Süleyman Demirel (1993-2000)              |
|                                             |                 | Mesut Yılmaz (1947-2020)               | 6 de marzo de 1996                                                                                  | 28 de junio de 1996                                                                                    | Partido de la Madre Patria             | -                    |                                | Süleyman Demirel (1993-2000)              |
|                                             |                 | Necmettin Erbakan (1926-2011)          | 28 de junio de 1996                                                                                 | 30 de junio de 1997                                                                                    | Refah Partisi                          | -                    |                                | Süleyman Demirel (1993-2000)              |
|                                             |                 | Mesut Yılmaz (1947-2020)               | 30 de junio de 1997                                                                                 | 11 de enero de 1999                                                                                    | Partido de la Madre Patria             | -                    |                                | Süleyman Demirel (1993-2000)              |
|                                             |                 | Bülent Ecevit (1925-2006)              | 11 de enero de 199928 de mayo de 1999                                                               | 28 de mayo de 199918 de noviembre de 2002                                                              | Partido de la Izquierda Democrática    | -1999                |                                | Süleyman Demirel (1993-2000)              |
|                                             |                 | Bülent Ecevit (1925-2006)              | 11 de enero de 199928 de mayo de 1999                                                               | 28 de mayo de 199918 de noviembre de 2002                                                              | Partido de la Izquierda Democrática    | -1999                | Ahmet Necdet Sezer (2000-2007) |                                           |
|                                             |                 | Abdullah Gül (1949-)                   | 18 de noviembre de 2002                                                                             | 14 de marzo de 2003                                                                                    | Partido de la Justicia y el Desarrollo | 2002                 |                                |                                           |
|                                             |                 | Recep Tayyip Erdoğan (1954-)           | 14 de marzo de 200329 de agosto de 20076 de julio de 2011                                           | 29 de agosto de 20076 de julio de 201128 de agosto de 2014                                             | Partido de la Justicia y el Desarrollo | -20072011            |                                |                                           |
|                                             |                 | Recep Tayyip Erdoğan (1954-)           | 14 de marzo de 200329 de agosto de 20076 de julio de 2011                                           | 29 de agosto de 20076 de julio de 201128 de agosto de 2014                                             | Partido de la Justicia y el Desarrollo | -20072011            | Abdullah Gül (2007-2014)       |                                           |
|                                             |                 | Ahmet Davutoğlu (1959-)                | 28 de agosto de 201429 de agosto de 201428 de agosto de 201517 de noviembre de 2015                 | 29 de agosto de 201428 de agosto de 201517 de noviembre de 201524 de mayo de 2016                      | Partido de la Justicia y el Desarrollo | -jun. 2015-nov. 2015 |                                | Recep Tayyip Erdoğan (2014-)              |
|                                             |                 | Binali Yıldırım (1955-)                | 24 de mayo de 2016                                                                                  | 9 de julio de 2018                                                                                     | Partido de la Justicia y el Desarrollo | -                    |                                | Recep Tayyip Erdoğan (2014-)              |